# Gà lôi lam lưng trắng

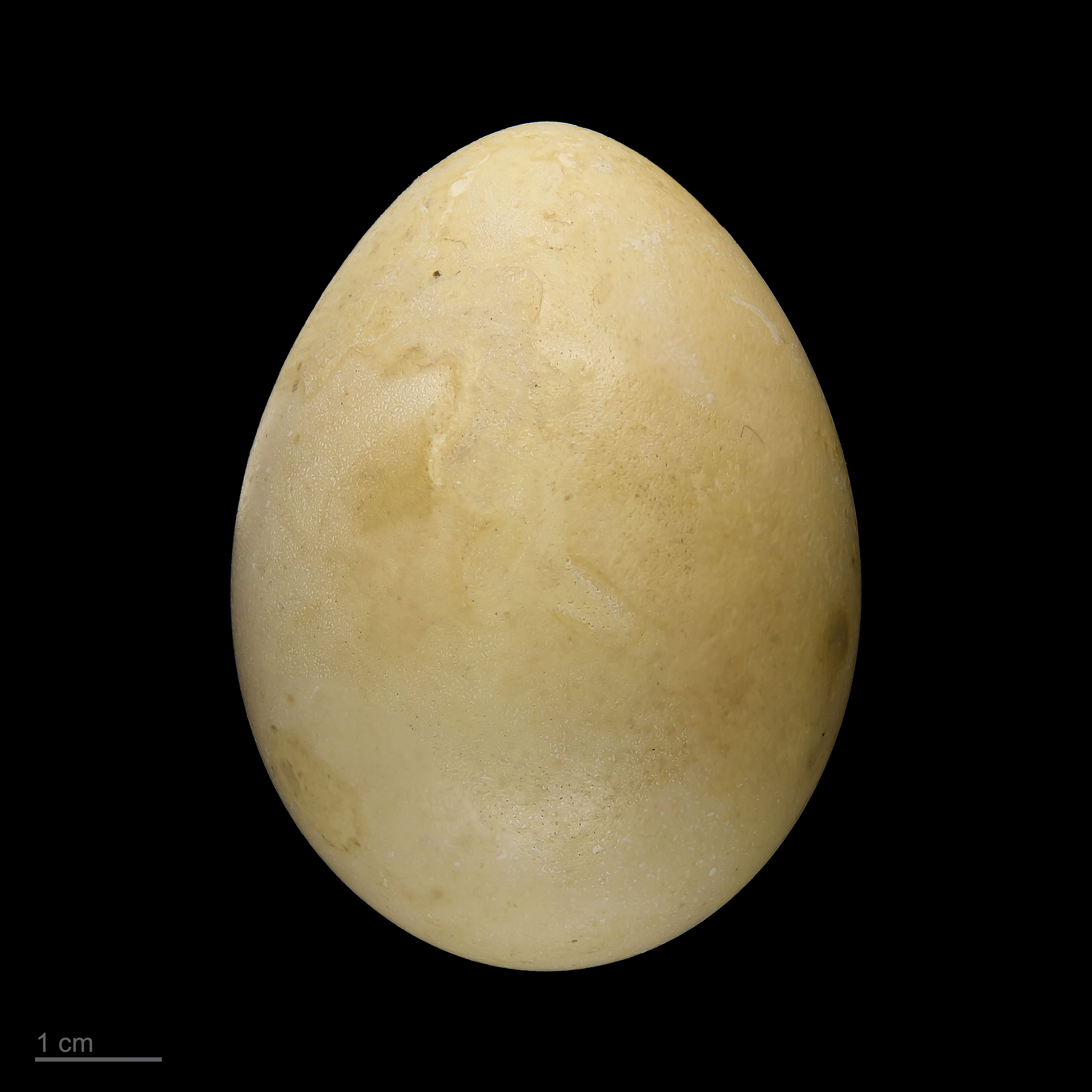
Lophura swinhoii

Gà lôi lam lưng trắng (danh pháp khoa học: Lophura swinhoii) là một loài chim trong họ Phasianidae.
Đây là loài đặc hữu của Đài Loan nơi chúng sinh sống trong vùng cây lá rộng trong rừng già và rừng thứ sinh ở độ cao 200–2000 mét.